# شاپور رواسانی
شاپور رواسانی (متولد ۱۳۱۰، رشت - ) استاد دانشگاه ایرانی پژوهشگر تاریخ معاصر ایران و نهضت جنگل و رئیس بنیاد پژوهشی- فرهنگی میرزا کوچک خان جنگلی است. او استاد بازنشسته دانشگاه اولدنبورگ است. از آخرین مطالب منتشره از وی می‌توان به کتاب‌های اتحادیه مردم شرق و مفاهیم اجتماعی در جوامع مستعمراتی است که به بررسی اجتماعی تاریخ ایران و خاورمیانه پرداخته‌است.
او از نظریه‌پردازان شیوه تولید در جوامع مستعمراتی محسوب می‌شود.

## زندگی‌نامه
در سال ۱۳۱۰ در رشت متولد شد ولی پدرش اصالتاً از محله رواسان تبریز می‌باشد. از جوانی وارد سیاست شد بعدها عضو حزب ایران شد و به حامیان دکتر محمد مصدق پیوست. در زمان محمد رضا شاه پهلوی به جرم شرکت ماجرای پایین کشیدن مجسمه شاه در میدان شهرداری رشت در دادگاه محکوم شد در نتیجه پنهانی به عراق، سوریه، سپس از آنجا به ترکیه و سرانجام به آلمان رفت. دکترای علوم سیاسی اش را از دانشگاه هانوفر آلمان گرفته از ۱۹۷۲ تا ۱۹۹۸ در دانشگاه اولدنبورگ درس اقتصاد اجتماعی کشورهای در حال رشد را ارائه کرده‌اند. رساله او با عنوان «جنبش سوسیالیستی در ایران از قرن ۱۹ تا ۱۹۲۲: جمهوری شورایی گیلان» از جمله آثار مرجع در این خصوص محسوب می‌شود. وی پس از بازنشستگی در سال ۱۳۷۷ با حفظ عضویت در هیئت علمی دانشگاه الدنبورگ برای مدتی به ایران بازگشت. در بازگشت به ایران تلاش‌های فراوانی برای احیای نام و خانه میرزا کوچک خان جنگلی انجام داد.

## کتاب‌ها
- جمهوری شورایی سوسیالستی گیلان؛ اولین جمهوری شورایی در ایران، انتشارات بازیس، برلین، ۱۹۸۰

او تحقیق جامعی در خصوص نهضت جنگل انجام داده‌است.
- اتحادیه مردم شرق: در این کتاب به رد نظریه‌های نژادی می‌پردازد و جامعه شرق را از نگاه تاریخی و با بررسی کتیبه‌های موجود و شباهت‌های آثار باقی مانده بر نظر خود تأکید می‌ورزد. او معتقد است که استعمارگران مسائل نژادی را در شرق مطرح کرده‌اند و روشنفکران بومی را از شناخت جامعه خود بازداشته‌اند. می‌گوید برای مثال زمانی که ایرانیان با اروپایی‌ها مقابل شدند این آن‌ها بودند که برای ما تاریخ نوشته‌اند تاریخی که از واقعیت دور نبود. او خود دربارهٔ این کتاب می‌گوید:

 من بر اثر مطالعاتی که در تاریخ مردم شرق انجام می‌دادم، با این حقیقت مواجه شدم که یک فرهنگ و تمدن مشترک چند هزارساله اقوام خویشاوند شرقی را از دوران باستان تا امروز و از شمال آفریقا تا آسیای مرکزی به یکدیگر مرتبط می‌کند
- نادرستی فرضیه‌های نژادی آریا، سامی و ترک: در این کتاب نویسنده از وحدت ساکنان ایران دفاع می‌کند و تقسیم ساکنان سرزمین ایران به آریا، سامی و ترک را ترفند کشورهای استعماری برای تثبیت سلطه شان می‌داند و نه علم.[۹]

رواسانی در پیشگفتار این کتاب آورده‌است: «طرح عمومی استعمار سرمایه‌داری برای تثبیت قدرت و ادامه غارت اقتصادی کشورهای مستعمره و مناطقی که مورد هجوم و تجاوز نظامی و اقتصادی استعمارگران اروپایی قرار داشتند و دارند، در زمینه فرهنگی بر تحقیر و تجزیه قومی و فرهنگی ساکنین این نواحی استوار بوده و هست. ابزار کار برای تحقیر و تجزیه قومی و فرهنگی علاوه بر تاریخ‌نویسی استعماری، بکار گرفتن مردم‌شناسی و نژادشناسی بوده و هست. تقسیم ساکنین این سرزمین بزرگ به نژادهای آریا، سامی و ترک که ترفند است تا علم، اعتبار خود را از دست داده‌است» (همان کتاب، صفحه‌های ۹ و ۱۰).
- دولت و حکومت در ایران

## دیدگاها
رواسانی نظریه‌های نژادی را به شدت رد می‌کند. به نگاه او از نظر زیست‌شناسی تنها یک نژاد انسانی وجود دارد. او تقسیم مردمان شرق به سه نژاد آریایی، ترک و سامی را رد می‌کند. برای نمونه می‌گوید که اصطلاح قوم سامی از زبان‌شناسی وارد جامعه‌شناسی و تاریخ شده و اختراعی است که بعدها معلوم شده مبنی ندارد از آن گذشته کتیبه ای نیست که در آن از سامی نام برده شده باشد. یا واژه آریا که در برخی کتیبه‌ها به کار برده شده اصلاً ربطی به نژاد ندارد. هرودت در لشکرکشی خشایارشا از چند قوم نام برده که یکی از آن‌ها آریا است.
رواسانی می‌گوید "باستان‌شناسی که در ایران الآن منتشر می‌شود باستان‌شناسی سیاسی است، زیرا عده‌ای حفار که نام خود را باستان‌شناس گذاشته‌اند، آمده‌اند و همان فرضیات نژادی را به اشکال مختلف به عنوان کشفیات باستان‌شناسی در نوشته‌های خود مطرح می‌کنند و ما آن‌ها را ترجمه می‌کنیم و تحویل روشنفکران می‌دهیم" او دلیل این امر را ترجمه‌ای بودن تاریخ می‌داند و اینکه شرق شناسان اغراض سیاسی دارند.

رواسانی مرزهای موجود در شرق را نتیجه سیاست‌های استعماری دو قرن اخیر می‌داند و سیاسی و نظامی؛ و در تقابل با حقایق فرهنگی، زبانی یا دینی. او شرق‌شناسان را به تلاش برای تاریخ سازی برای این مرزها متهم می‌کند: 
مثلاً بنویسند ۳۰۰۰ سال پاکستان، ۵۰۰۰ سال اردن. ما می‌دانیم پاکستان پس از جنگ دوم جهانی تشکیل شد و تا جنگ اول جهانی هم سوریه و اردنی وجود نداشت و همگی جزو حکومت عثمانی بودند.
رواسانی فرهنگ تحقیق دربارهٔ تاریخ و جامعه شرق را یک فرهنگ ترجمه‌ای می‌داند که به جای بررسی منابع دست اول به منابع دست چندمی خارجی رو آورده‌است. وی همچنین اکثر ترجمه‌ها را نادرست و آلوده به اغراض سیاسی می‌داند به عنوان مثال روشن ترجمه فارسی کتیبه بیستون را می‌آورد که در آنجا به نقل از داریوش آمده: «من از نژاد آریا هستم.» وی در این باره توضیح می‌دهد:
من با چند نفر از همکاران در اروپا که به خط میخی آشنایی دارند مکاتبه کردم و از آنها پرسیدم که به نظر شما معنی این کلمه چیست؟ آنها به من پاسخ دادند که این کلمه حداکثر به معنی طایفه و خاندان است و به هیچ وجه معنی نژاد از آن استنباط نمی‌شود. حال شما ملاحظه کنید این دو چقدر با یکدیگر متفاوتند که سلطانی بگوید من از فلان طایفه‌ام یا بگوید من از فلان نژادم. ملاحظه می‌کنید که ترجمه‌های ما تا چه حد در جهت اغراض سیاسی به غلط دست برده شده‌اند.